# Tunis International Bank
La Tunis International Bank (arabe : بنك تونس العالمي) ou TIB est une banque commerciale tunisienne à capitaux privés.

## Historique
L'établissement bancaire, fondé en juin 1982, est la première banque installée sous le régime applicable aux établissements financiers non-résidents. L'actionnaire majoritaire est la Burgan Bank, la banque commerciale du groupe koweïtien KIPCO. 